# 克里斯蒂娜·安斯特德
克里斯汀娜·哈克（英語：Christina Haack，1983年7月9日—）是美国房地产投资商和电视名人。她与前夫塔瑞克·艾爾·穆沙（Tarek El Moussa）联合主持了HGTV的节目“改建重建大作戰”（Flip or Flop），独自主持了HGTV的节目“克里斯汀娜好居家”（Christina on the Coast）。

## 背景
克里斯汀娜（Christina Hall）出生于加州奥兰治县的安那翰市。她有一个小十岁的妹妹卡莉（Carly）。她上了加州南部的学校，大学毕业后就开始在房地产行业工作，在那里她遇到了未来的丈夫和商业伙伴塔瑞克·艾爾·穆沙。

## 职业生涯

### 房地产
克里斯汀娜与她的第一任丈夫塔瑞克（Tarek）在加州奥兰治县经营房地产中介"塔瑞克和克里斯汀娜：艾爾·穆沙集团"。2010年，艾爾·穆沙夫妇和他们的商业伙伴Pete De Best一起以11.5万美元的价格购买了他们在加州圣安娜的第一处投资物业，并以34,000美元的利润出售了该物业。这三人继续进行房屋交易，将其房地产投资业务扩展到亚利桑那州和内华达州。
艾爾·穆沙集团于2018年解散。该业务现在由塔瑞克·艾爾·穆沙的独资企业Tarek and Associates拥有。

### 电视
夫妻团队出售了加州南部地区的房地产。2008年10 月股市崩盘后房地产市场开始暴跌，他们的房地产业务开始遭受损失。在短短几年内，克里斯汀娜（Christina）和她的丈夫收到的房屋租金从每月6,000美元下降到每月700美元。
2011年的某一天，塔瑞克发自内心地要求一位朋友帮助他为HGTV制作试听带。这位朋友拍摄了从头到尾的房屋翻新过程的整集。翻盖的试听带被发送到一家制作公司，而没有人真正相信会有公司对此感兴趣，但是，制作公司Pie Town Productions却很喜欢它。HGTV的制片人也注意到了这对夫妇的Instagram个人资料，该资料在他们进行的许多装修项目的资料前后都有。
2012年，HGTV与这对夫妇签下了一个定期的每周节目，内容包括翻新房屋的来龙去脉，以及他们的家庭生活。在2014年的一次采访中，克里斯汀娜说：“每集节目都可能会出错，而且会出错”。2013年4月，Flip or Flop节目终于在网络上出现。
2017年，克里斯蒂娜在艾美奖颁奖典礼上亮相。
在2018年6月，克里斯蒂娜宣布将接受自己的衍生节目“海岸上的克里斯蒂娜”。第1季的第1集将重点关注克里斯蒂娜对其离婚后的新房屋进行翻新，其余七集将重点关注她对其他人房屋的翻新。该节目于2018年秋季开始拍摄，2019年春季首映。该节目的第2季于2020年1月2日在HGTV首播。

## 其他业务
2020年7月14日，克里斯蒂娜宣布将与光谱家具（Spectra Furniture）合作创建一系列品牌家具。新系列克里斯蒂娜家居设计（Christina Home Designs）将于2020年10月首次亮相。

## 个人生活

### 嫁给塔瑞克·艾爾·穆沙
克里斯汀娜和塔瑞克于2009年结婚。他们有两个孩子。他们的女儿泰勒（Taylor）于2010年出生，儿子布雷登（Brayden）于2015年出生。
2013年，塔瑞克被诊断患有甲状腺癌和睾丸癌。当医生建议进行放射治疗时，这对夫妇决定存放塔瑞克的精子，并尝试体外受精以生第二个孩子。第一次体外尝试失败，第二次尝试克里斯汀娜流产。2015年她才怀有儿子。
有了第二个孩子后，克里斯汀娜在四个星期内重返“改建重建大作戰”节目的工作。她开始感到不知所措，夫妻之间的紧张关系升级了。“我们再也无法进行适当的沟通了，”她说：“到了这样的地步，我们甚至都没有开车聚在一起。”
2016年5月，这对夫妇在南加州的家中发生事故后分居。塔瑞克被警察发现，并坚称他从未自杀，只是去远足，拿着枪保护自己免受野生动物侵害。
事发后，克里斯汀娜说：“分开对我们俩来说都更健康”。塔瑞克和克里斯汀娜于2017年申请离婚，并于2018年1月完成离婚。他们继续共同抚养孩子。

### 嫁给安特·安斯特德
2017年11月，她开始与英国电视节目主持人安特·安斯特德（Ant Anstead）约会。2018年12月22日，她在加利福尼亚州纽波特海滩的家中与安特·安斯特德结婚，并正式更名为克里斯汀娜·安斯特德。2019年9月6日，他们的孩子哈德逊·伦敦·安斯特德（Hudson London Anstead）出生。
2020年9月18日他們宣布分居。
2021年6月他們宣布離婚。

### 和約書亞.霍爾訂婚
2021年7月與德州奧斯丁房產經紀人約書亞.霍爾（Josh Hall）開始交往，2021年9月訂婚，10月份結婚。2024年7月二人分居並訴請離婚，10月恢復婚前姓氏哈克（Haack）。